# Ben Godfrey
Benjamin Matthew Godfrey, noto semplicemente come Ben Godfrey (York, 15 gennaio 1998), è un calciatore inglese, difensore o centrocampista dell'Atalanta.

## Caratteristiche tecniche
Difensore centrale abile nell’impostazione della manovra e con un buon controllo di palla, dotato di un’ottima accelerazione, può essere schierato anche come mediano.

## Carriera

### Club

#### Norwich City
Cresciuto nei settori giovanili di York City e Middlesbrough, il 15 gennaio 2016 viene acquistato dal Norwich City, con cui firma un triennale. Il 23 agosto esordisce con i Canaries, nella partita di Coppa di Lega vinta per 6-1 contro il Coventry City, segnando l'ultima rete della sua squadra. L'11 agosto 2017 rinnova l proprio contratto fino all'estate del 2021.
Il 24 agosto 2017 viene ceduto in prestito allo Shrewsbury Town. Successivamente, arrivato ilmercato di gennaio, il prestito è stato prolungato fino al 30 giugno. Termina la propria esperienza con gli Shrews totalizzando 51 presenze.
Il 26 luglio 2018 prolunga il proprio contratto fino al 2022. Inizialmente, il giocatore farà fatica ad imporsi nella formazione titolare, ma quando ad un certo punto della stagione sopravvengono gli infortuni di Grant Hanley e Timm Klose, viene impiegato come titolare. Il 29 dicembre 2018 segna la sua prima rete con i Canaries, in una sconfitta casalinga contro il Derby County. Al termine della stagione, in cui si è imposto come titolare nel ruolo, contribuendo alla conquista della promozione in Premier League del club giallo-verde, che mancava da tre anni nella massima competizione inglese.
Godfrey fa la sua prima presenza ufficiale in massima divisione nella gara di apertura della stagione persa 4-1 contro il Liverpool. Visti gli svariati infortuni in difesa, Godfrey si ritroverà a vestire a più riprese la fascia da capitano. In una gara contro il Bournemouth Godfrey viene espulso in seguito ad un fallo commesso ai danni di Callum Wilson; questa è stata la prima espulsione assegnata ad un giocatore di Premier League tramite la consultazione del VAR. Conclude la stagione mettendo a referto 33 presenze.

#### Everton
Il 5 ottobre 2020 viene ceduto a titolo definitivo all'Everton, in Premier League, stipulando un contratto quinquennale con i Toffees. Diventa al contempo la cessione più costosa nella storia del Norwich. Debutta ufficialmente con il club il 17 ottobre successivo, in un derby del Merseyside pareggiato per 2-2. Al termine della stagione viene votato dalla propria tifoseria come miglior giovane della squadra.

#### Atalanta e prestito all'Ipswich Town
Il 28 giugno 2024, viene annunciato ufficialmente il passaggio a titolo definitivo di Godfrey all'Atalanta, in Serie A, per circa 10 milioni di euro. Esordisce con i bergamaschi il 14 agosto seguente nella sconfitta per 2-0 in Supercoppa UEFA contro il Real Madrid. Cinque giorni dopo esordisce anche in serie A, nella vittoria per 4-0 in casa del Lecce, rilevando Davide Zappacosta nella ripresa. Il 2 ottobre esordisce anche nelle coppe europee, subentrando all'infortunato Odilon Kossonou all 83' della vittoriosa partita in casa dello Šachtar Donec'k, seconda giornata della fase campionato di UEFA Champions League.
Tuttavia con i bergamaschi ha trovato poco spazio, ragion per cui il 5 gennaio 2025 viene ceduto in prestito gratuito fino al termine della stagione all'Ipswich Town, in Premier League.

### Nazionale
Ha giocato nelle nazionali giovanili inglesi Under-20 ed Under-21; con quest'ultima nazionale nel 2021 ha partecipato agli Europei di categoria.
Il 25 maggio 2021 riceve la sua prima convocazione in nazionale maggiore venendo inserito nella lista dei pre-convocati per gli europei. Non convocato nella lista dei 26 finali, riesce comunque a debuttare con i tre leoni il 2 giugno 2021 nel successo per 1-0 in amichevole contro l'Austria.

## Statistiche

### Presenze e reti nei club
Statistiche aggiornate al 24 maggio 2025.
| Stagione            | Squadra             | Campionato          | Campionato | Campionato | Coppe nazionali | Coppe nazionali | Coppe nazionali | Coppe continentali | Coppe continentali | Coppe continentali | Altre coppe | Altre coppe | Altre coppe | Totale | Totale |
| Stagione            | Squadra             | Comp                | Pres       | Reti       | Comp            | Pres            | Reti            | Comp               | Pres               | Reti               | Comp        | Pres        | Reti        | Pres   | Reti   |
| ------------------- | ------------------- | ------------------- | ---------- | ---------- | --------------- | --------------- | --------------- | ------------------ | ------------------ | ------------------ | ----------- | ----------- | ----------- | ------ | ------ |
| 2015-gen. 2016      | York City           | FL2                 | 12         | 1          | FACup+CdL       | 1+1             | 0+0             | -                  | -                  | -                  | FLT         | 1           | 0           | 15     | 1      |
| gen.-giu. 2016      | Norwich City        | PL                  | 0          | 0          | FACup+CdL       | -               | -               | -                  | -                  | -                  | -           | -           | -           | 0      | 0      |
| 2016-2017           | Norwich City        | FLC                 | 2          | 0          | FACup+CdL       | 1+3             | 0+1             | -                  | -                  | -                  | -           | -           | -           | 6      | 1      |
| 2017-2018           | Shrewsbury Town     | FL1                 | 40+3       | 1          | FACup+CdL       | 4+0             | 0+0             | -                  | -                  | -                  | FLT         | 4           | 0           | 51     | 1      |
| 2018-2019           | Norwich City        | FLC                 | 31         | 4          | FACup+CdL       | 1+4             | 0+0             | -                  | -                  | -                  | -           | -           | -           | 36     | 4      |
| 2019-2020           | Norwich City        | PL                  | 30         | 0          | FACup+CdL       | 2+1             | 0+0             | -                  | -                  | -                  | -           | -           | -           | 33     | 0      |
| set. 2020           | Norwich City        | FLC                 | 3          | 0          | FACup+CdL       | 0+0             | 0+0             | -                  | -                  | -                  | -           | -           | -           | 3      | 0      |
| Totale Norwich City | Totale Norwich City | Totale Norwich City | 66         | 4          |                 | 12              | 1               |                    | -                  | -                  |             | -           | -           | 78     | 5      |
| 2020-2021           | Everton             | PL                  | 31         | 0          | FACup+CdL       | 4+1             | 0+0             | -                  | -                  | -                  | -           | -           | -           | 36     | 0      |
| 2021-2022           | Everton             | PL                  | 23         | 0          | FACup+CdL       | 3+1             | 0+0             | -                  | -                  | -                  | -           | -           | -           | 27     | 0      |
| 2022-2023           | Everton             | PL                  | 13         | 0          | FACup+CdL       | 1+1             | 0+0             | -                  | -                  | -                  | -           | -           | -           | 15     | 0      |
| 2023-2024           | Everton             | PL                  | 15         | 0          | FACup+CdL       | 0+1             | 0+0             | -                  | -                  | -                  | -           | -           | -           | 16     | 0      |
| Totale Everton      | Totale Everton      | Totale Everton      | 82         | 0          |                 | 12              | 0               |                    | -                  | -                  |             | -           | -           | 94     | 0      |
| 2024-gen. 2025      | Atalanta            | A                   | 1          | 0          | CI              | 1               | 0               | UCL                | 2                  | 0                  | SI+SU       | 0+1         | 0           | 5      | 0      |
| gen.-giu. 2025      | Ipswich Town        | PL                  | 3          | 0          | FACup+CdL       | 2+0             | 0+0             | -                  | -                  | -                  | -           | -           | -           | 5      | 0      |
| Totale carriera     | Totale carriera     | Totale carriera     | 207        | 6          |                 | 33              | 1               |                    | 2                  | 0                  |             | 6           | 0           | 248    | 7      |

### Cronologia presenze e reti in nazionale
| Cronologia completa delle presenze e delle reti in nazionale ― Inghilterra | Cronologia completa delle presenze e delle reti in nazionale ― Inghilterra | Cronologia completa delle presenze e delle reti in nazionale ― Inghilterra | Cronologia completa delle presenze e delle reti in nazionale ― Inghilterra | Cronologia completa delle presenze e delle reti in nazionale ― Inghilterra | Cronologia completa delle presenze e delle reti in nazionale ― Inghilterra | Cronologia completa delle presenze e delle reti in nazionale ― Inghilterra | Cronologia completa delle presenze e delle reti in nazionale ― Inghilterra |
| Data                                                                       | Città                                                                      | In casa                                                                    | Risultato                                                                  | Ospiti                                                                     | Competizione                                                               | Reti                                                                       | Note                                                                       |
| -------------------------------------------------------------------------- | -------------------------------------------------------------------------- | -------------------------------------------------------------------------- | -------------------------------------------------------------------------- | -------------------------------------------------------------------------- | -------------------------------------------------------------------------- | -------------------------------------------------------------------------- | -------------------------------------------------------------------------- |
| 2-6-2021                                                                   | Middlesbrough                                                              | Inghilterra                                                                | 1 – 0                                                                      | Austria                                                                    | Amichevole                                                                 | -                                                                          | 62’                                                                        |
| 6-6-2021                                                                   | Middlesbrough                                                              | Inghilterra                                                                | 1 – 0                                                                      | Romania                                                                    | Amichevole                                                                 | -                                                                          |                                                                            |
| Totale                                                                     |                                                                            | Presenze                                                                   | 2                                                                          |                                                                            | Reti                                                                       | 0                                                                          |                                                                            |

## Palmarès

### Club

#### Competizioni nazionali
- Football League Championship: 1

Nowrich City: 2018-2019